# Джон Торрей
Джон Торрей (англ. John Torrey, 1796–1873) — американський ботанік, хімік і лікар. Протягом більшої частини своєї кар’єри він був викладачем хімії, часто в кількох університетах, а також займався ботанічною роботою, зосереджуючись на флорі Північної Америки. Його найвідоміші роботи включають дослідження флори Нью-Йорка, мексиканського кордону, дослідження тихоокеанських залізниць та незавершена флора Північної Америки.

## Біографія
У п'ятнадцять років у в'язниці, де працював його батько, він зустрів Амоса Ітона, вчителя природничих наук, який навчив його принципам ботаніки, мінералогії та хімії. У 1815 році почав вивчати медицину в коледжі лікарів і хірургів, підрозділі Колумбійського університету. У 1817 році його найняли, щоб зробити внесок у Каталог рослин, що спонтанно ростуть у межах тридцяти миль від Нью-Йорка, який був опублікований у 1819 році. У 1818 році він отримав диплом лікаря і відкрив медичну практику в Нью-Йорку, у вільний час досі займався ботанікою. У 1824 році він став помічником хірурга в Вест-Пойнті, а також був призначений на кафедру хімії, геології та мінералогії у Військовій академії Сполучених Штатів. З 1827 по 1855 рік він був професором ботаніки та хімії в коледжі лікарів і хірургів Колумбійського університету. У той же час, з 1830 по 1854 рік, він також був неповним професором хімії та природної історії в коледжі Нью-Джерсі, пізніше Прінстонського університету. Двічі обирався президентом Нью-Йоркської академії наук. З 1853 року до своєї смерті в 1873 році він був головним аналітиком мінералів і руди в Управлінні аналізів Сполучених Штатів і все ще займався ботанікою. У 1858 році він заснував Ботанічний клуб Нью-Йорка і став його першим президентом; нині цей клуб називається Ботанічним товариством Торрея (англ. Torrey Botanical Society). Він був викладачем ряду вчених, найвідомішими з яких були ботанік Ейса Ґрей і геолог Джозеф Леконт. За життя він зібрав велику колекцію гербарного матеріалу, який передав до Колумбійського університету в 1960 році, після чого врешті-решт він був включений до колекції Нью-Йоркського ботанічного саду.

## Деякі публікації
- 1819 — Catalogue of Plants growing spontaneously within Thirty Miles of the City of New York
- 1824 — A Flora of the Northern and Middle United States, or a Systematic Arrangement and Description of all the Plants heretofore discovered in the United States North of Virginia
- 1838 … 1843 — The Flora of North America
- 1859 — Botany of the Mexican Boundary Survey

## Вшанування
На його честь названий рід Торрея з родини тисових (Taxaceae), а також сосна Pinus torreyana. Гора англ. Torreys Peak у Колорадо названа на його честь.